# (29214) Apitzsch
(29214) Apitzsch ist ein Asteroid des Hauptgürtels, der am 2. Oktober 1991 von den deutschen Astronomen Lutz D. Schmadel und Freimut Börngen an der Thüringer Landessternwarte Tautenburg (IAU-Code 033) in Thüringen entdeckt wurde.
Der Asteroid wurde am 9. Februar 2009 nach dem deutschen Amateurastronomen Rolf Apitzsch benannt, der sich seit 1999 an seinem privaten Observatorium Wildberg der Verfolgung von Erdnahen Objekten und der Entdeckung neuer Asteroiden widmet.